# 우성위
우성위(중국어 정체자: 吳聖宇, 병음: Wú Shèngyû, 한자음: 오성우, 1979년 6월 25일 ~)은 대만의 기상 분석가이다. 저는 어렸을 때부터 기상학에 관심이 많았고, 오랫동안 대만의 날씨를 관찰해 왔습니다. 현재 천기풍험(天氣風險)회사에서 기상 분석가로 일하고 있습니다.